# Maserati MC20
Maserati MC20 (Maserati Corse 2020) — двомісний спортивний автомобіль із середнім розташуванням двигуна, який випускається італійським виробником автомобілів Maserati і розроблений в співпраці з компанією Dallara.

## Опис

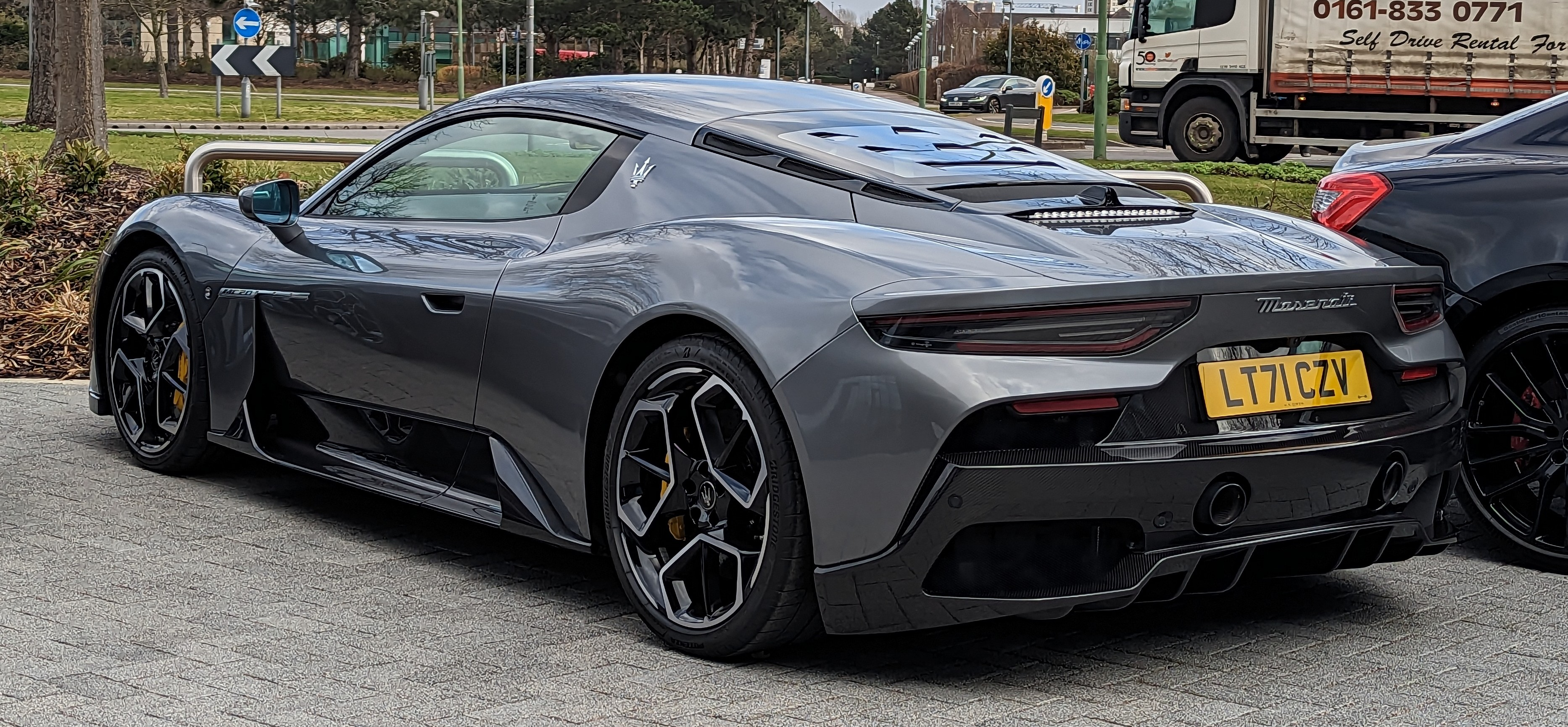
Maserati MC20

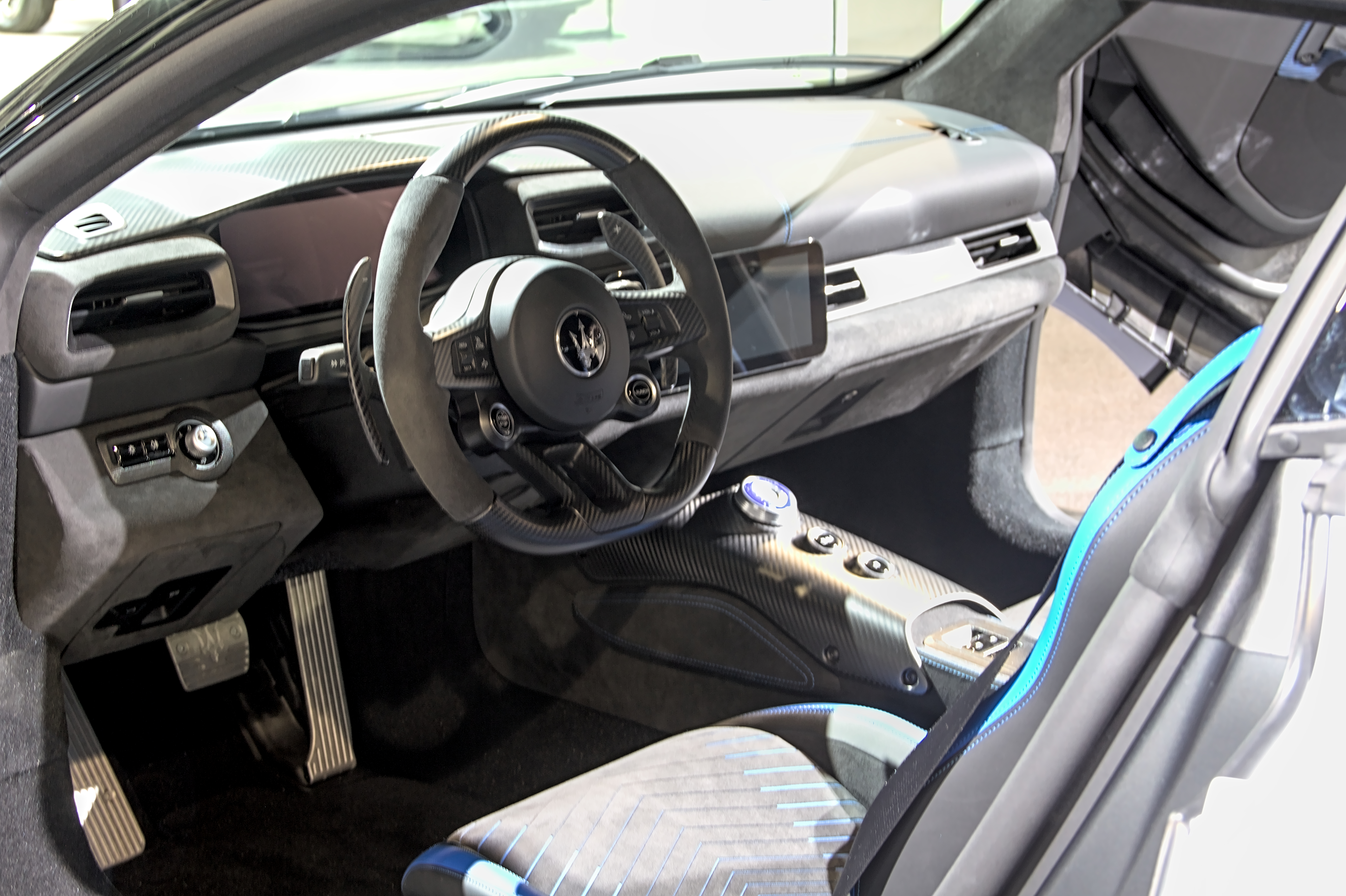

Дебют спорткара спочатку планувався у травні 2020 року. Однак через пандемію COVID-19 прем'єра відбулась 9 вересня 2020 року в Модені. Maserati анонсував гоночний варіант, який також буде запропонований. Лабораторія інновацій Maserati відповідала за розробку нового автомобіля, також буде випускатися електричний варіант, який проходить тести.
Новий спортивний автомобіль випускається на заводі Maserati Modena, який пройшов необхідну модернізацію. Цей автомобіль розроблений без участі спеціалістів компанії Ferrari. 
Автомобіль комплектується нещодавно розробленим трилітровим 90° бензиновим двигуном V6 потужністю 630 к.с. Це перший двигун, розроблений Maserati з 1998 року. Автомобіль працюєв парі з 8-ст. АКПП з подвійним зчепленням виробництва Tremec. MC20 розганяється до 100 км/год менш ніж за 2,9 секунди, виробник заявляє, що максимальна швидкість перевищує 325 км/год.
Крім звичайної будуть і гібридна та електрична версії.

## Двигун
- 3.0 л Nettuno 90° twin-turbo V6 630 к.с. при 7500 об/хв, 730 Нм при 3000–5500 об/хв

## Модифікації

### MC20 Cielo (2022–дотепер)

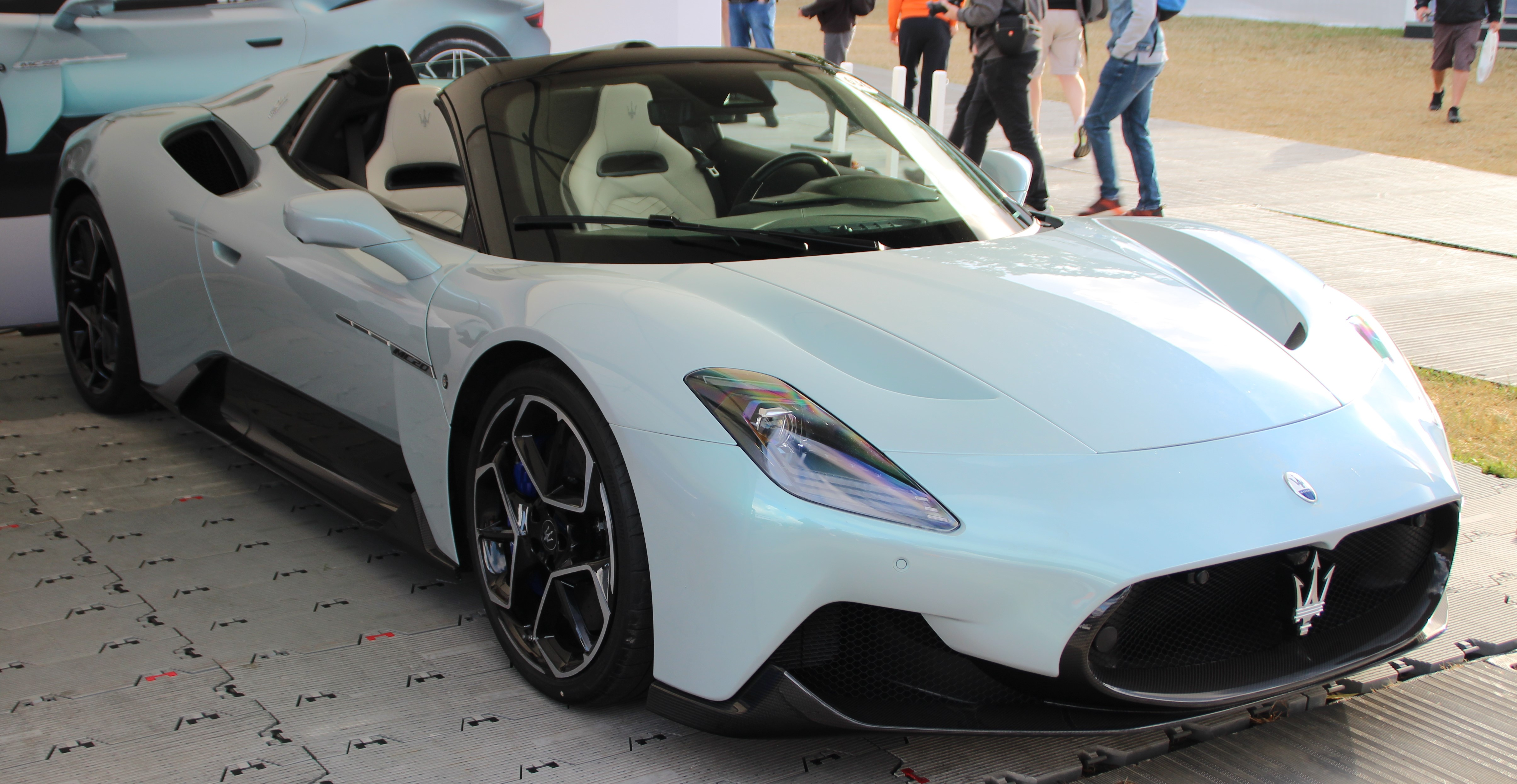
Maserati MC20 Cielo

У травні 2022 року Maserati представила MC20 Cielo, варіант MC20 з відкритим верхом. Він оснащений тим самим 3,0-літровим двигуном V6 з подвійним турбонаддувом та стилем, але доповнений двосекційним складним жорстким верхом з електрохромним скляним дахом. Система даху важить додаткові 65 кг, а процес складання та розкладання даху займає лише 12 секунд.

### MCXtrema (2023)

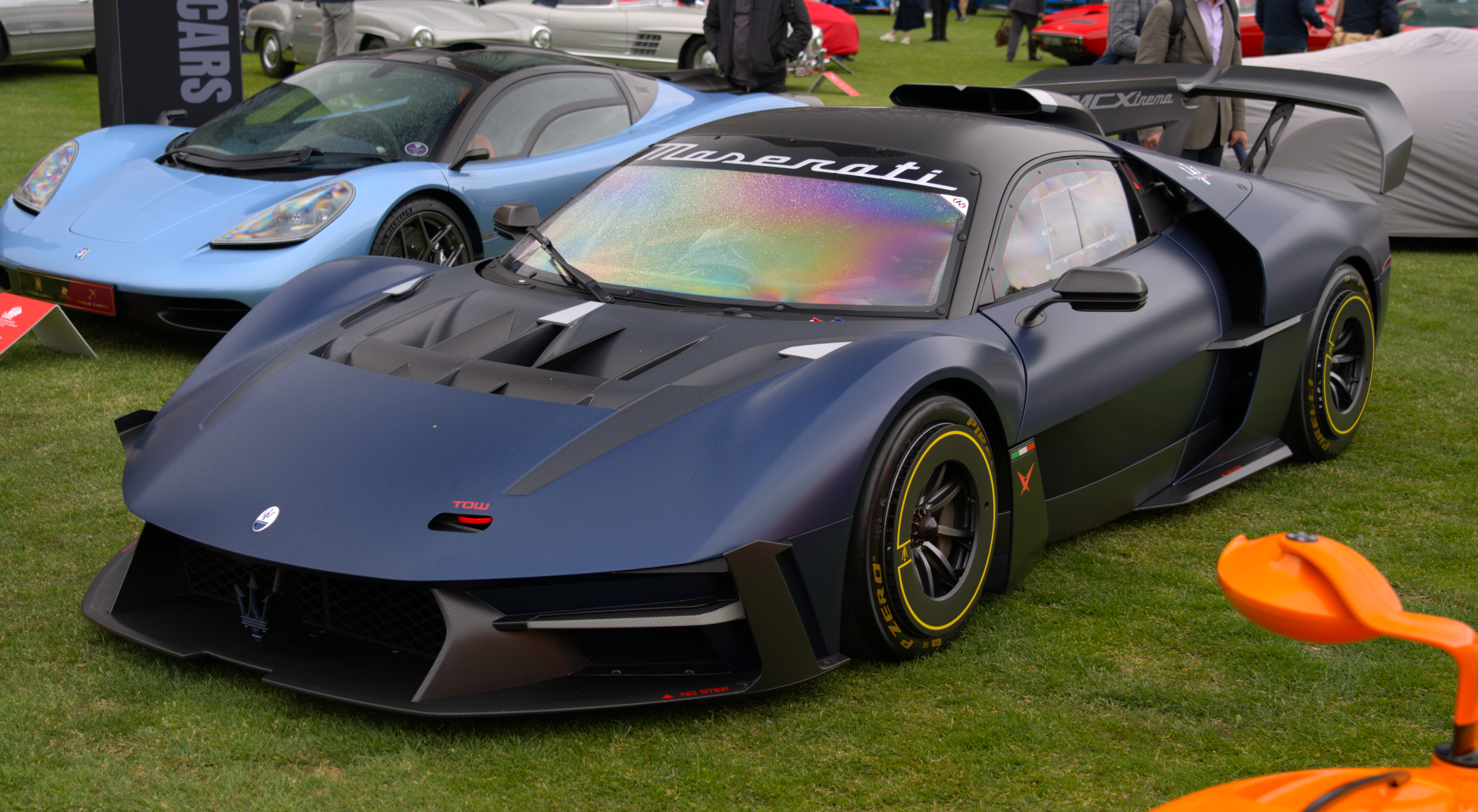
Maserati MCXtrema

MCXtrema — це трекова версія Maserati MC20, представлена у серпні 2023 року, зі значною економією ваги та більш просунутою аеродинамікою. Двигун Nettuno, що встановлюється в MC20, також зазнав змін для збільшення потужності. Клієнти, які придбають автомобіль, зможуть налаштувати його за допомогою програми Maserati Fuoriserie (виготовлення на замовлення), а виробництво буде обмежене 62 одиницями.

### GT2 Stradale (2024)

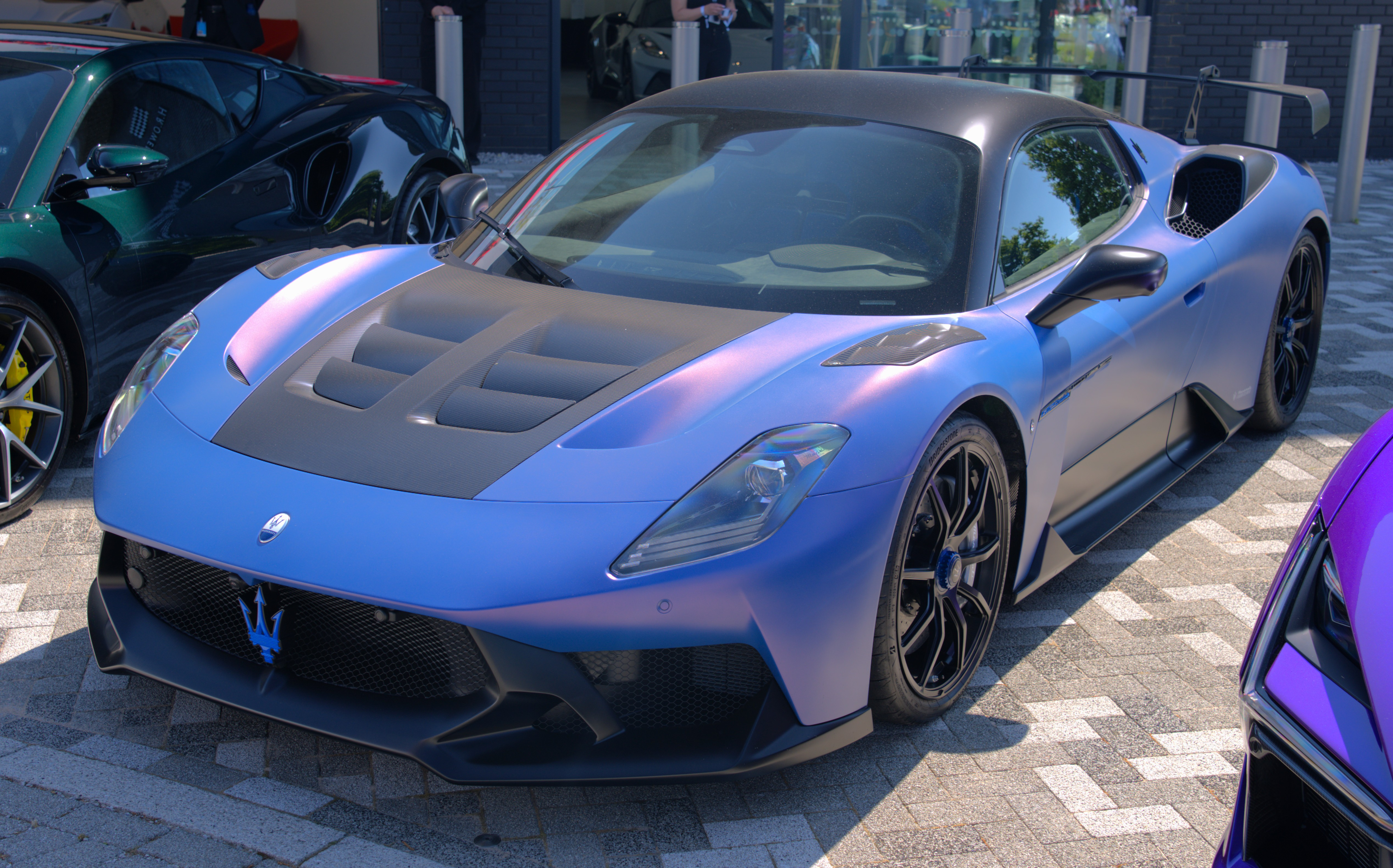
Maserati MC20 GT2 Stradale

На тижні автомобілів у Монтереї 2024 року Maserati представила GT2 Stradale, версію GT2, схвалену для дорожнього використання, але з надзвичайно високою продуктивністю на треку. Maserati GT2 Stradale оснащений 640-сильним 3,0-літровим двигуном Nettuno V6 з подвійним турбонаддувом, заднім приводом та автоматичною коробкою передач з подвійним зчепленням, що на 10 кінських сил більше, а вага на 60 кг менша, ніж у інших варіантів MC20.

### MCPura (2025)
Maserati MCPura було представлено на Фестивалі швидкості в Гудвуді 2025 року. Він значною мірою базується на попередньому MC20, але має незначні стилістичні зміни, включаючи перероблені передню та задню панелі, а також дещо модифіковані сидіння водія та пасажира. Очікується, що його виробництво розпочнеться у 2026 році та замінить MC20. Що стосується MC20, MCPura також доступна у версії Cielo, варіанті з відкритим верхом. Крім того, програма кастомізації, розроблена Officine Fuoriserie, також продовжується для MCPura. Зокрема, він був представлений у кольорі AI Acqua Rainbow, що належить до програми Fuoriserie Collezione Futura.

## Автоспорт
Напередодні 24 годин Spa 2022 Maserati випустила MC20 GT2, призначений для змагань у Європейській серії GT2 у 2023 році.

### GT2 (2023–тепер)
Гоночний варіант MC20 під назвою GT2 дебютував публічно під час 24-годинної гонки Spa 2023 у червні 2023 року. Хоча двигун і кузов залишилися такими ж, як у дорожнього аналога, відмінності включають аеродинамічний пакет, що складається з велике заднє антикрило, новий задній дифузор і ковш на даху, спрощений інтер’єр з одним сидінням, вогнегасником, регульованим рульовим колесом і коробкою педалей, новим 6,5-дюймовим дисплеєм і омологованим каркасом безпеки FIA, зберігаючи кондиціонером, шестиступінчастою секвентальною коробкою передач із самоблокуючим механічним диференціалом підвищеного тертя, двосторонніми регульованими амортизаторами, вихлопною системою для гоночних специфікацій і 18-дюймовими кованими легкосплавними дисками. Екстремальний аеропакет, що складається з вуток на передньому бампері, переднього спліттера та нового дизайну капота, є опціональним. Клієнти також можуть додати пасажирське сидіння, камеру заднього виду та систему контролю тиску в шинах за додаткову плату. Автомобіль дебютував у перегонах у фінальному раунді європейської серії Fanatec GT2 з LP Racing, зайнявши поул-позицію та фінішував другим у першій гонці, а у другій фінішував сьомим. У 2024 році LP Racing змагатиметься та захищатиме титул із двома MC20; Van Der Horst Motorsport і TFT Racing також будуть конкурувати з Maserati MC20 GT2.

## Продажі
| Рік  | Європа |
| ---- | ------ |
| 2021 | 115    |